# Vincenz Duncker
John Vinzenz Andrew de Villiers „Vincent“ Duncker (* 9. November 1884 in Wepener, Oranje-Freistaat, Südafrika; † nach 1910) war ein deutscher Leichtathlet, der bei den Olympischen Zwischenspielen 1906 in Athen die Bronzemedaille im 110-Meter-Hürdenlauf gewann.
Vincenz Duncker hatte einen in Deutschland (Schleswig-Holstein) geborenen Vater, der nach Südafrika ausgewandert war, wo Vincenz Duncker zur Welt kam. Nach dem Zweiten Burenkrieg kehrte die Familie 1902 nach Deutschland zurück. Der Vater erhielt in Dresden das Stadtrecht und damit er und auch sein Sohn Vincenz die deutsche Staatsbürgerschaft.
Von 1903 bis 1904 arbeitete Vincenz Duncker als Volontär in den Lehrfabrikwerkstätten am Technikum Mittweida. Von 1904 bis 1907 studierte er Elektrotechnik am Technikum. Er war ab 1905 Mitglied des Mittweidaer Ballspiel-Clubs am Technikum Mittweida e. V. in den Sportarten Leichtathletik und Fußball und nahm an nationalen und internationalen Leichtathletikwettkämpfen teil. Vincenz Duncker gewann 1905 bis 1907 dreimal in Folge die deutsche Meisterschaft im 110-Meter-Hürdenlauf und nahm für Deutschland an der Olympischen Zwischenspielen 1906 in Athen teil. Vincenz Duncker errang die Bronzemedaille im 110-Meter-Hürdenlauf. 1906 und 1907 wurde er zudem Deutscher Meister in den Läufen über 100 und 400 Meter, wobei er bei den Meisterschaften 1907 für den Dresdner SC startete. 1907 kehrten er und seine Familie nach Südafrika zurück.
Südafrika meldete Duncker, der inzwischen Berufsläufer war, für die Olympischen Spiele 1908 in London für die Läufe über 100 Meter, 200 Meter, 400 Meter, 110 Meter Hürden, 400 Meter Hürden und eine Staffel an. Wahrscheinlich wurde er an der Teilnahme gehindert, weil damals in Deutschland die Behauptung verbreitet wurde, Duncker habe sich mit der falschen Behauptung, er sei deutscher Staatsbürger, in die deutsche Mannschaft für die Spiele 1906 eingeschmuggelt.
Nach 1908 verliert sich seine Spur, sein Vater teilt 1911 in einem Brief an das Technikum Mittweida lediglich mit, dass sein Sohn als Ingenieur in einer Goldgrube tätig sei.